# Новозеландский туи
Новозеландский туи, или туи, или новозеландский туй (лат. Prosthemadera novaeseelandiae) — вид воробьиных птиц из семейства медососовых (Meliphagidae), единственный в одноимённом роде (Prosthemadera).
Птица блестящего стального цвета, местами с синим и зелёным отливом, тёмно-коричневыми с бронзовым отливом некоторыми плечевыми перьями, задней частью спины, брюшком и бёдрами и с белыми большими кроющими крыла и двумя хохолками по бокам шеи, на верхней стороне которой перья узкие, волосовидные; длина 30 см.
Водится в Новой Зеландии и отличается хорошим пением и способностью подражать различным звукам и словам; считается лучшей певчей птицей Океании, легко приручается и часто содержится в неволе.